# Iorgos Sideris
Iorgos Sideris (5 d'abril de 1938) és un exfutbolista grec de la dècada de 1960.
Fou 28 cops internacional amb la selecció grega.
Pel que fa a clubs, defensà els colors d'Atromitos Piraeus, Olympiakos FC i Royal Antwerp FC.